# Phrynobatrachus dispar
Phrynobatrachus dispar là một loài ếch trong họ Petropedetidae. Chúng là loài đặc hữu của São Tomé và Príncipe.
Các môi trường sống tự nhiên của chúng là rừng ẩm vùng đất thấp nhiệt đới hoặc cận nhiệt đới, các khu rừng vùng núi ẩm nhiệt đới hoặc cận nhiệt đới, sôngs ngòi, đầm nước ngọt, đầm nước ngọt có nước theo mùa, các đồn điền, vườn nông thôn, các khu rừng trước đây bị suy thoái nặng nề, và ponds.